# جوزفین لیهاگ
جوزفین لیهاگ (به انگلیسی: Josefin Lillhage) (زادهٔ ۱۵ مارس ۱۹۸۰) شناگر اهل سوئد است.